# Linopherus brevis
Linopherus brevis är en ringmaskart som först beskrevs av Grube 1878.  Linopherus brevis ingår i släktet Linopherus och familjen Amphinomidae. Inga underarter finns listade i Catalogue of Life.